# Gran Turismo (film)
Gran Turismo je ameriški športni biografski film režiserja Neilla Blomkampa, ki je izšel leta 2023 v distribuciji Sony Pictures Releasing. Pripoveduje resnično zgodbo britanskega najstnika Janna Mardenborougha, ki si je kot najboljši igralec dirkaške videoigre Gran Turismo prislužil priložnost postati poklicni dirkač. Vlogo Mardenborougha je odigral Archie Madekwe, ob njem pa so v glavnih vlogah nastopili še David Harbour, Orlando Bloom, Darren Barnet, Emelia Hartford, Geri Halliwell Horner, Djimon Hounsou in Josha Stradowski.
Film je doživel premiero 30. julija 2023 na belgijskem dirkališču Circuit de Spa-Francorchamps, v ameriške kinematografe pa je prišel 25. avgusta. Prinesel je 114 milijonov USD prihodkov od vstopnic. Recenzenti so pohvalili režijo in dirkaške prizore, manj navdušenja pa je požel scenarij Jasona Halla in Zacha Baylina. Posebej sporna je bila uporaba Mardenboroughove nesreče na dirkališču Nürburgring-Nordschleife leta 2015 kot pripovednega elementa.

## Zgodba
Tržnik Danny Moore prepriča motošportni odsek avtomobilskega proizvajalca Nissan, da ustanovi iniciativo GT Academy, s katero bi pritegnila najboljše igralce dirkaške simulacije Gran Turismo in jih izšolala za prave dirkače. Za vodjo programa pritegne nekdanjega dirkača Jacka Salterja. Ta sprva omahuje, a sprejme nalogo, ko ga Nicholas Capa, voznik ekipe, za katero Jack dela kot mehanik, odžene s svojo aroganco. Jann Mardenborough je v tem času zagret igralec Gran Turisma iz Cardiffa, ki želi postati dirkač kljub neodobravanju očeta, nekdanjega nogometaša Stevea Mardenborougha.
Jann, ki je postavil spletni rekord na eni od prog, nekega dne dobi sporočilo, da se lahko udeleži kvalifikacij za GT Academy. Zvečer pred kvalifikacijsko dirko ga brat Coby povabi na zabavo, na katero skrivoma odideta z očetovim avtom. Jann se tam zagleda v dekle po imenu Audrey. Zabavo prekinejo policisti in ko ustavijo sosednji avto, Jann oddrvi stran in z drzno vožnjo uide zasledovalcem, toda z bratom ju ob vrnitvi vseeno zaloti oče. Janna poskuša naslednji dan naučiti lekcije tako, da ga odpelje na svoje delovišče na železnici, toda Jann kmalu odide, da bi se udeležil kvalifikacijske dirke. Na njej zmaga, s čimer si prisluži mesto v GT Academy.
Na taboru Jack njega in ostale udeležence preskuša na različne načine, s čimer zoži konkurenco na pet. Med enim od preskusov se Jann z Jackom v avtu zaleti – trdi, da so postale zavore glazirane, kar kasneje na Jackovo presenečenje potrdijo analitiki. Zato napreduje v finalno peterico, ki se pomeri med seboj na zadnji dirki. Jann na njej za nekaj tisočink sekunde prehiti drugouvrščenega Mattyja Davisa. Ob pregledu fotofiniša Danny predlaga, da bi določili bolj karizmatičnega Mattyja za zmagovalca, vendar Jack vztraja, da je zmagal Jann, zato je ta sprejet v Nissanovo motošportno ekipo.
Na prvi dirki v Avstriji konča na zadnjem mestu zaradi nešportne poteze Nicholasa in čeprav se skozi sezono njegove uvrstitve počasi izboljšujejo, ne konča predzadnje dirke v Španiji, zato mora na zadnji dirki na dirkališču Dubai Autodrome osvojiti vsaj četrto mesto, da bi dobil dirkaško licenco in pogodbo z Nissanom. Njegov rival Nicholas povzroči nesrečo, a kljub temu, da je kos razbitine poškodoval njegovo vetrobransko steklo, Jannu uspe osvojiti četrto mesto. Nato z Dannyjem in Jackom odpotuje v Tokio na podpis pogodbe. Honorar ob podpisu porabi, da pripelje Audrey v Tokio, takrat se zapleteta v razmerje.
Na prvi dirki po podpisu pogodbe, na Nürburgring Nordschleife v Avstriji, začne dobro, a na odseku Flugplatz njegov avto dvigne v zrak in trešči čez ograjo med gledalce. V bolnišnici na svojo grozo izve, da je v trčenju umrl gledalec. Zaradi občutka krivde razmišlja o končanju kariere, zato ga Jack odpelje nazaj na dirkališče in mu pove, da se je upokojil po nesreči na dirki 24 ur Le Mansa, v kateri je umrl drug voznik. Preiskava Janna razbremeni krivde, a mnenje javnosti se obrača proti zamisli, da bi dirkali igričarji, zato začnejo odgovorni pri Nissanu razmišljati o umiku sponzorstva. Danny si zato domisli, da bo ekipa samih igričarjev dirkala v Le Mansu in z uvrstitvijo na zmagovalne stopničke dokazala svojo vrednost.
Danny rekrutira Mattyja in še enega udeleženca GT Academy, Antonia Cruza, za preostala dva člana ekipe ob Jannu. Pred dirko se oče Jannu opraviči, ker ni podpiral njegove strasti. Kmalu po štartu Janna pretrese nesreča enega od konkurentov, a pride k sebi, ko mu Jack predvaja motivacijsko glasbo po radijski povezavi. Zaradi nekaj težav skozi dan ekipa izgublja mesta, nato pa Jann prevzame zadnjo izmeno in z vožnjo po svojih linijah, ki jih je našel v igri, nadomesti zaostanek in postavi tudi rekord proge. V zadnjem krogu se spopade z Nicholasom in ga v zadnji ravnini tesno premaga ter prisluži Nissanu tretje mesto.
Epilog razkrije, da je pravi Jann Mardenborough tekmoval na več kot 200 dirkah in da je v filmu sodeloval kot kaskader.

## Igralska zasedba
- Archie Madekwe kot Jann Mardenborough, mladi prodajalec in ljubitelj videoiger Gran Turismo, ki želi postati poklicni dirkač.
- David Harbour kot Jack Salter, nekdanji poklicni dirkač, zdaj mehanik, ki postane Jannov trener v programu GT Academy.
- Orlando Bloom kot Danny Moore, tržnik pri Nissanu.
- Darren Barnet kot Matty Davis, Jannov rival v GT Academy.
- Geri Halliwell Horner kot Lesley Mardenborough, Jannova mati.
- Djimon Hounsou kot Steve Mardenborough, nekdanji nogometaš, Jannov oče.
- Takehiro Hira kot Kazunori Jamauči, avtor serije Gran Turismo.
- Josha Stradowski kot Nicholas Capa, vročekrvni in hinavski dirkač, Jannov rival.
- Daniel Puig kot Coby Mardenborough, Jannov brat.
- Maeve Courtier-Lilley kot Audrey, Jannova simpatija.
- Thomas Kretschmann kot Patrice Capa, Nicholasov oče.
- Richard Cambridge kot Felix, mehanik.
- Emelia Hartford kot Leah Vega, ena od udeleženk GT Academy
- Pepe Barroso kot Antonio Cruz, en od udeležencev GT Academy in Jannov prijatelj; lik je ohlapno osnovan na Lucasu Ordonezu.
- Sang Heon Lee kot Joo-Hwan Lee, en od udeležencev GT Academy
- Max Mundt kot Klaus Hoffman, en od udeležencev GT Academy
- Mariano González kot Henry Evas, en od udeležencev GT Academy
- Harki Bhambra kot Avi Bhatt, en od udeležencev GT Academy
- Lindsay Pattison kot Chloe McCormick, ena od udeleženck GT Academy
- Théo Christine kot Marcel Durand, en od udeležencev GT Academy
- Niall McShea kot Federik Schulin, poklicni dirkač in Jannov rival.
- Jamie Kenna kot Jack Man Jones, član Jannove ekipe v boksu.
- Nikhil Parmar kot Persol

## Produkcija
Film o igri Gran Turismo v produkciji Sony Pictures je bil prvič najavljen julija 2013, s producentoma Michaelom De Luco in Dano Brunetti in scenaristom Alexom Tsejem. Leta 2015 je prišla v javnost informacija, da naj bi ga režiral Joseph Kosinski, tokrat po novem scenariju Jona in Ericha Hoeberja. Do leta 2018 je razvoj zastal.
Maja 2022 sta podjetji Sony Pictures in PlayStation Productions znova objavili, da so začeli z razvojem filma na temo serije Gran Turismo. Kmalu po tistem je bil Neill Blomkamp najet za režijo filma po scenariju Jasona Halla in določen je bil datum premiere 11. avgusta 2023. Septembra 2022 sta bili potrjena glavna igralca – David Harbour v vlogi trenerja in mentorja mladega dirkača; takrat je prišlo v javnost, da bo šlo za biografski film o zgodbi Janna Mardenborougha. Orlando Bloom je dobil vlogo motošportnega tržnika, Darren Barnet pa Jannovega rivala v GT Academy. Večina ostalih igralcev je bila potrjena med snemanjem novembra istega leta, še zadnji pa decembra 2022.
Snemanje je potekalo na Madžarskem od novembra do decembra 2022 pod nadzorom kinematografa Jacquesa Jouffreta. Resnični Jann Mardenborough je sodeloval kot koproducent in kaskaderski dvojnik Madekweja, ki ga je upodobil.

## Izid
Gran Turismo je bil premierno prikazan na dirkališču Circuit de Spa-Francorchamps 30. julija 2023 po dirki za veliko nagrado Belgije 2023. 11. avgusta so izvedli še nekaj predpremiernih predstav, na redni spored ameriških kinematografov pa je prišel 25. avgusta v distribuciji Sony Pictures Releasing. Po prvotnem načrtu bi se to moralo zgoditi 11. avgusta, toda datum je bil zamaknjen zaradi stavke sindikata filmskih ustvarjalcev. Predvideni datum izida je ostal nespremenjen na nekaterih tujih tržiščih, kot je Združeno kraljestvo, kjer so začeli s predvajanjem 9. avgusta.
Ob izidu so kupci igre Gran Turismo 7, ki so si v igri ogledali napovednik za film, prejeli nadgradnjo z barvno shemo avtomobila Nissan Nismo GT-R iz filma.
Na digitalnih platformah je film izšel 26. septembra 2023.

## Odziv
Do 1. oktobra 2023 je Gran Turismo prinesel 42,8 milijona USD prihodkov v ZDA in Kanadi ter 72 milijonov v drugih državah, skupno 114,8 milijona. S 17,4 milijona prihodkov otvoritvenega vikenda je postal najuspešnejši film tega vikenda, s čimer je prehitel Warnerjev hit Barbie. Številka sicer vključuje 5,3 milijona od predpremier, toda to je običajna praksa.
Na spletiščih Rotten Tomatoes in Metacritic, ki zbirata in povprečita recenzije, ima mešane ocene; po konsenzu kritikov gre za sicer soliden dirkaški film, ki ga spodkoplje ohlapno sledenje resničnim dogodkom. Recenzenti so med drugim komentirali, da se hitro otrese izvora v videoigri in postane tipičen dirkaški film.
Večjih kritik je bila deležna uporaba Mardenboroughove nesreče na Nürburgringu kot pripovednega elementa. Gre sicer za točno upodobitev nesreče leta 2015, v kateri je umrl gledalec ob progi, več drugih pa je bilo resneje poškodovanih, vendar je scenarist za večjo dramatičnost nesrečo predstavil kot ključno prepreko na Mardenboroughovem junaškem vzponu do stopničk v Le Mansu. V resnici se je nesreča zgodila več let kasneje; komentatorji so ta prijem označili za neokusnega in zavržnega.